# Parroquia de Nuestra Señora de la Asunción (Lagos de Moreno)
La parroquia de Nuestra Señora de La Asunción es el templo de mayor tamaño en Lagos de Moreno, Jalisco, México y forma parte de la Diócesis de San Juan de los Lagos. Representa uno de los ejemplos del barroco en América.
Su construcción comienza el 6 de mayo de 1741 y fue dedicada solemnemente el 8 de octubre de 1798.
El cuerpo central del frontispicio y fachadas de los accesos laterales así como el interior de la cúpula son de estilo churrigueresco. En los altares y muros colaterales se nota el rico estilo plateresco (renacentista)[cita requerida], con algunos detalles del barroco. Sus torres son del siglo XIX y sus columnas ostentan los tres órdenes: el primer cuerpo, toscano, derivado del dórico; el segundo, jónico; y el tercero, corintio. El Templo Parroquial se levanta del plano de la ciudad sobre una esbelta y espaciosa escalinata que la convierte en catedralicia. Todo el conjunto circundado por enrejados del siglo XIX forjado en Real de Comanja. En su interior alberga las reliquias de San Hermión.

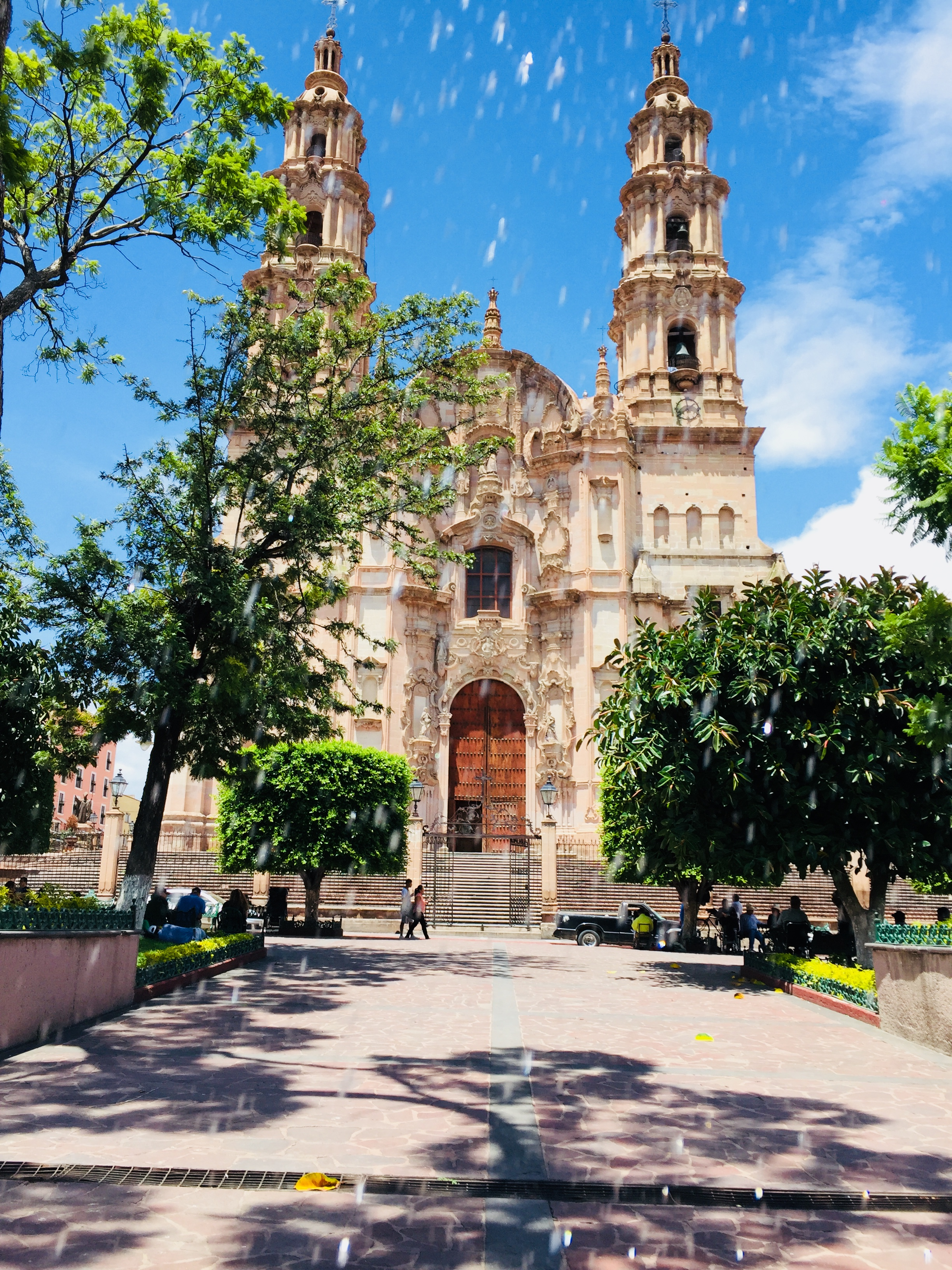
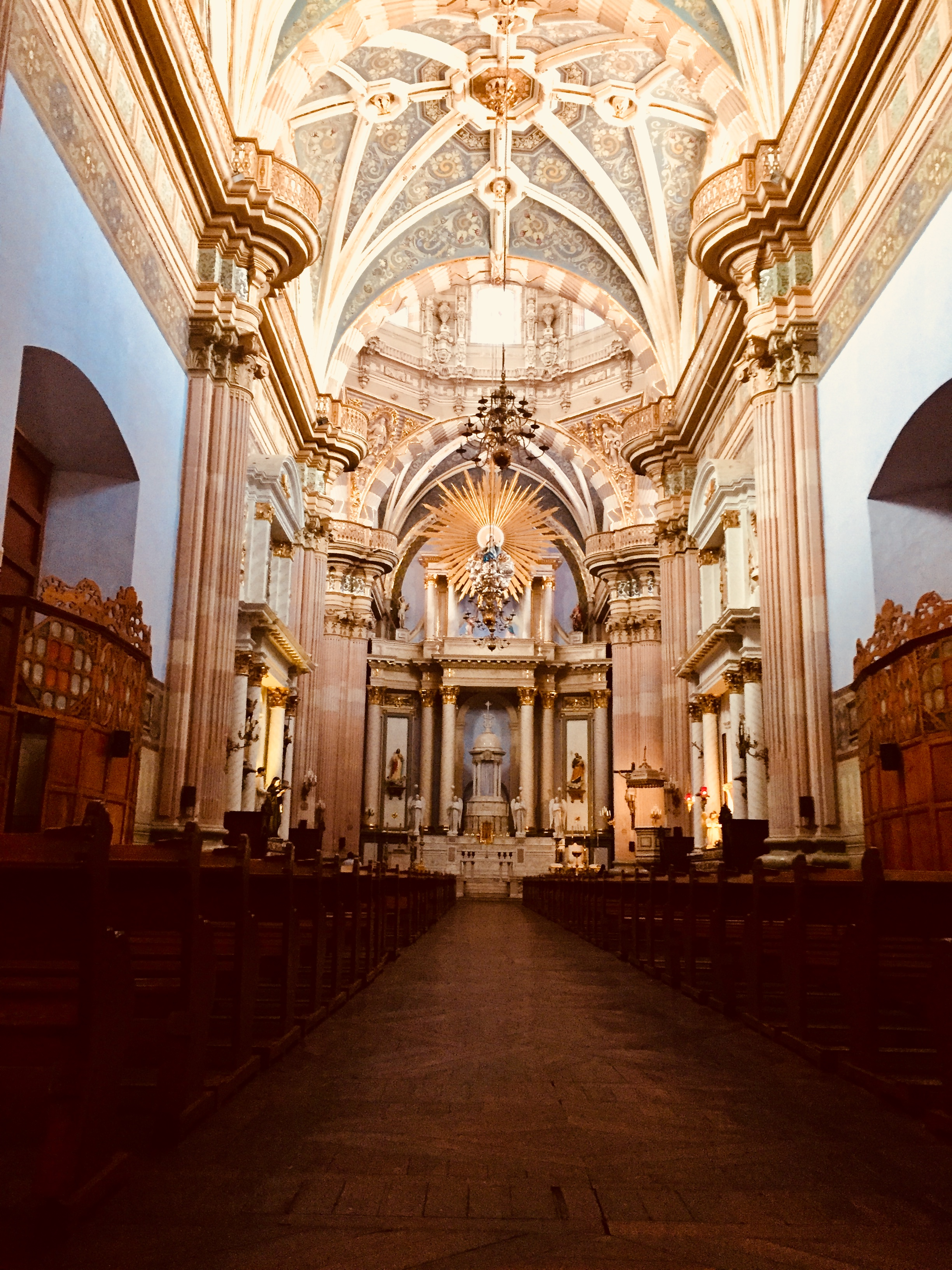
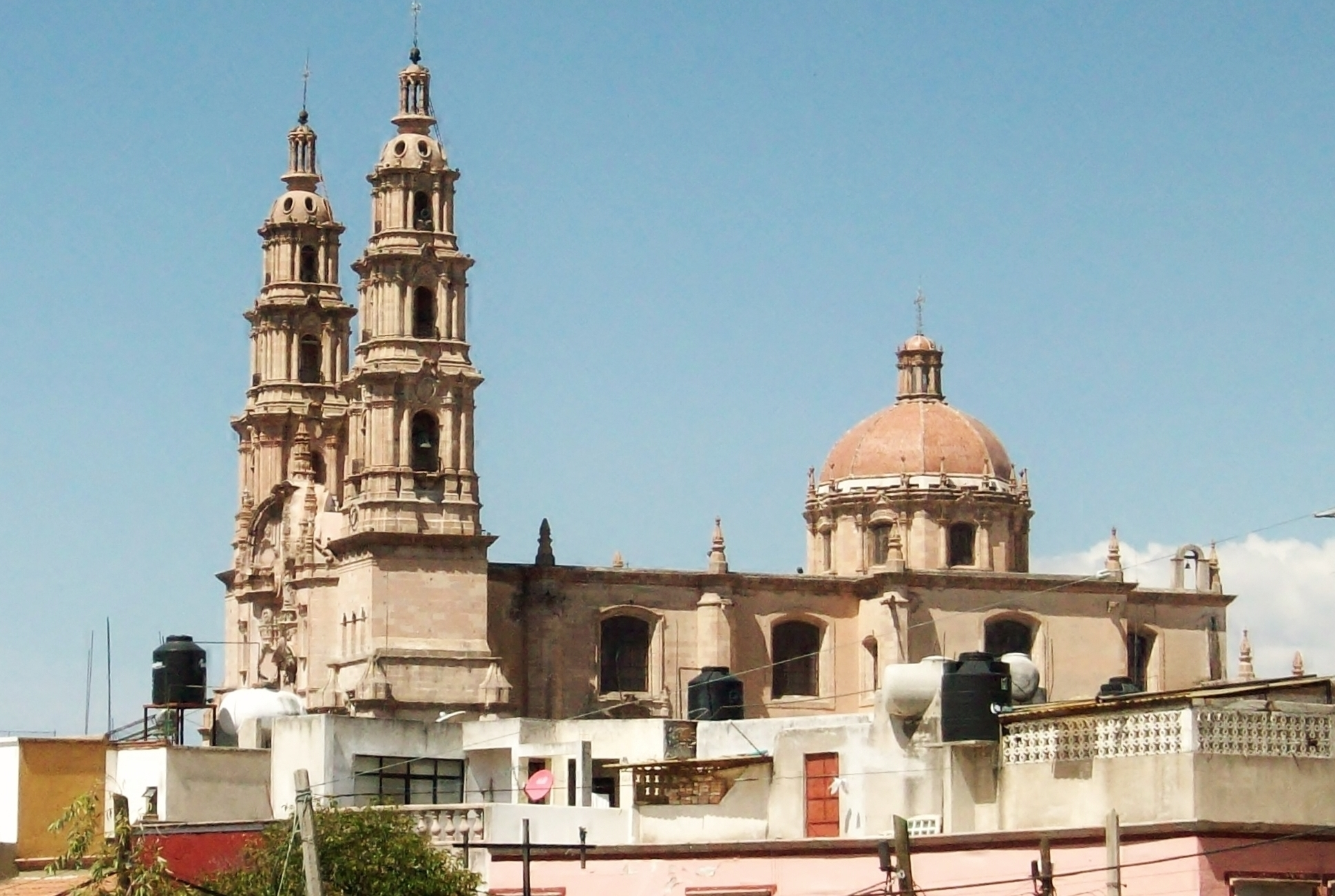
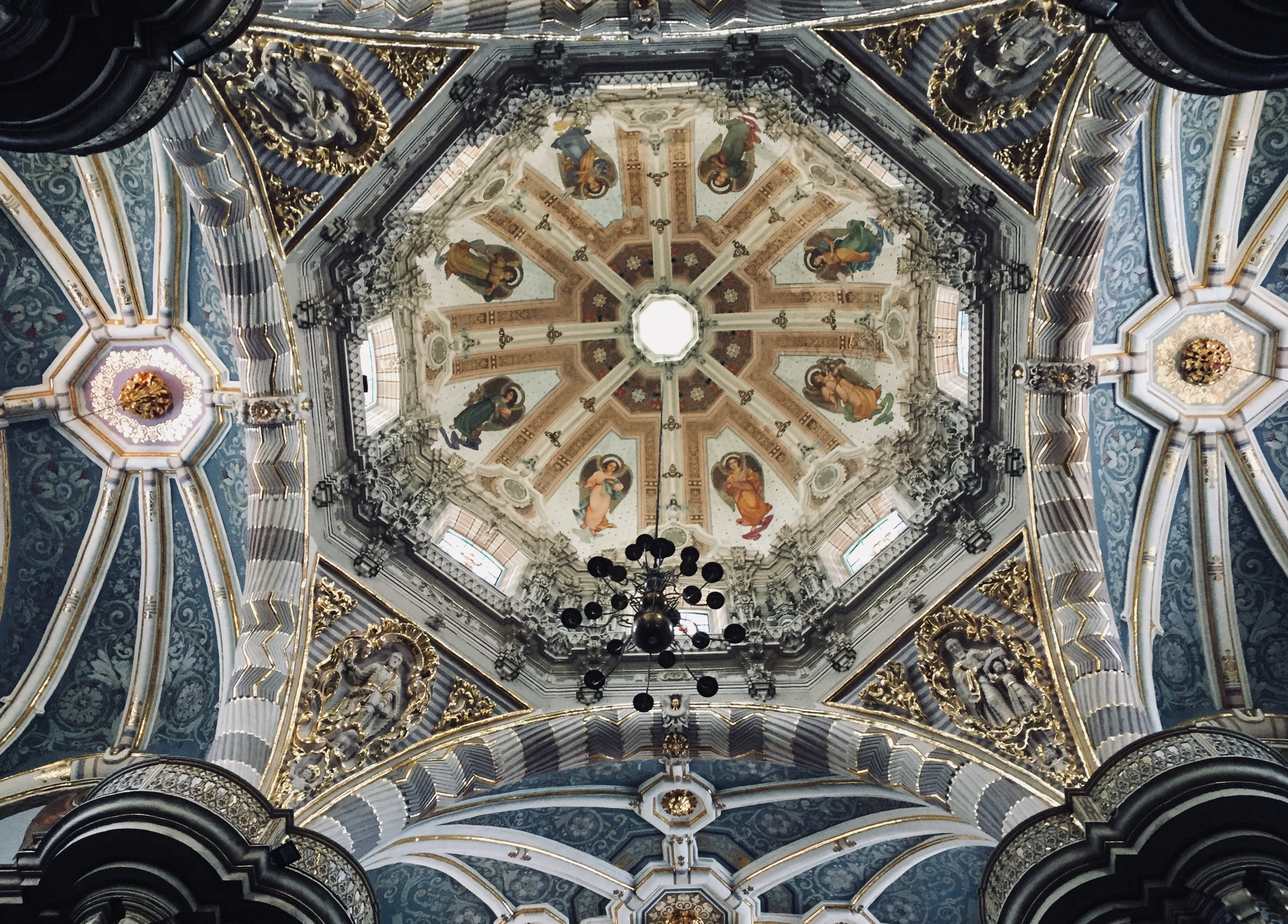